# Знаменка (Псковська область)
Знаменка (рос. Знаменка) — присілок в Псковському районі Псковської області Російської Федерації.
Населення становить 149 осіб. Входить до складу муніципального утворення Серьодкинська волость.

## Історія
Від 2015 року входить до складу муніципального утворення Серьодкинська волость.

## Населення
| 2001 | 2002 | 2010 |
| ---- | ---- | ---- |
| 229  | ↘212 | ↘149 |